# Chanéac
Chanéac är en kommun i departementet Ardèche i regionen Auvergne-Rhône-Alpes i sydöstra Frankrike. Kommunen ligger  i kantonen Saint-Martin-de-Valamas som ligger i arrondissementet Tournon-sur-Rhône. År 2022 hade Chanéac 262 invånare.

## Befolkningsutveckling
Antalet invånare i kommunen Chanéac
Referens: INSEE